# La Vierge à l'Enfant (Metsys)
Pour les articles homonymes, voir La Vierge à l'Enfant.
La Vierge à l'Enfant – ou La Madone Rattier – est un tableau réalisé par le peintre flamand Quentin Metsys en 1529. D'un format vertical à la partie supérieure cintrée, cette huile sur bois est une Madone qui représente Marie et l'Enfant Jésus échangeant un baiser dans une chambre à coucher à la fenêtre ouverte, donnant sur un paysage urbain. La compositon comprend en outre un premier plan confinant à la nature morte, avec notamment une grappe de raisin près de son angle inférieur droit. Léguée par Paul Rattier en 1890, l'œuvre est conservée depuis 1903 au musée du Louvre, à Paris, en France.